# Jean Robiquet
 (mars 2016).
Pour les articles homonymes, voir Robiquet.
Jean Robiquet, né le 6 juillet 1874 à Meudon et mort le 14 octobre 1960 à Biarritz, est un historien de l'art, critique d'art et conservateur de musée français. Il est également un librettiste d'opérette et dramaturge connu sous le pseudonyme de Jean Roby.

## Biographie
Attaché au musée Carnavalet en 1897, il en devient conservateur adjoint en 1904, puis conservateur en chef de 1919 à sa retraite en 1934. Il met en place à partir de cette date l'organisation du musée du Domaine départemental de Sceaux dont il est le conservateur jusqu'en 1940. Il a eu la charge d'organiser de nombreuses expositions tant à Sceaux, Bagatelle, à l'Orangerie ainsi qu'à Carnavalet. En plus de ses publications, il fut le collaborateur de plusieurs revues et journaux.
Il a été promu officier de la Légion d'honneur.

## Publications

### Préfaces
- « Une tournée dans le vieux Paris », in Paris renseignements pratiques à l'usage de ses visiteurs, Paris syndicat d'initiatives, 1923
- François Boucher, Les boiseries du musée Carnavalet, Paris, Frazier-Soye, 1928
- Prosper Dorbec, L'Histoire de Paris au musée Carnavalet, Paris, Rieder, 1929
- Le théâtre à Paris au XVIIIe siècle [conférences du musée Carnavalet en 1929], avec 16 illustrations hors-texte, Paris, Payot, 1930
- Marguerite Charageat , Chefs-d'œuvre des musées de province, [1e exposition, École française XVIIe et XVIIe siècles, peintures et dessins des musées d'Amiens, Caen, Dijon, Laon…] , musée national de l'Orangerie, Éditions des Musées, 1931, 80 p.
- Marguerite Charageat, Chefs-d'œuvre des musées de province, [2e exposition, École française XVIIe et XVIIe siècles, peintures et dessins des musées d'Amiens, Angers, Auxerre, Besançon…], musée national de l'Orangerie, Éditions des Musées, 1933, 81 p.
- Les chefs-d'œuvre du Musée de Grenoble, [exposition au Petit Palais à Paris], 1935
- Trouville, Deauville, cités voisines, [pages d'histoire locale], Trouville-sur-Mer, librairie Foucault, 1938

### Collaborations
- Jean Robiquet (dir.), « la Parisienne par l'image : trois siècles de grâces féminines », in Le Panorama, Paris, Éd. L. Baschet, 1895
- Musée rétrospective des classes 85 & 86 : le costume et ses accessoires à l'exposition universelle internationale de 1900, à Paris, notices-rapports de Georges Cain, Henri Cain, Jules Claretie, Lucien Duchet, François Flameng, Henri Lavedan, Maurice Leloir, Jean Robiquet. Imprimerie Belin frères, 1900. Réédition : Paris Conservatoire national des arts et métiers, 2014.
- La collection Dutuit au Petit-Palais des Champs-Élysées, avec Georges Cain, Gaston Migeon, Édouard Rahir, Arsène Alexandre, 1 vol, Éditions Goupil, Paris, 1903, 37 p.
- L'œuvre inédit de Gavarni, avec Léon Marotte, Paris, H. Floury, 1912
- Philippe Sagnac, La Révolution de 1789. Des origines au 30 septembre 1791, d'après Michelet, Thiers, Mignet, iconographie de l'époque réunie sous la direction de Jean Robiquet, Paris, Éd. nationales, 1934
- Philippe Sagnac, La Révolution de 1789. Du 30 septembre 1791 au 26 octobre 1795, d'après Michelet, Thiers, Mignet, iconographie de l'époque réunie sous la direction de Jean Robiquet, Paris, Éd. nationales, 1934

### Histoire
- Le musée Carnavalet, [guide du visiteur], 1 vol, in-12°, Paris, 1925, 78 p.
- Les Vieux hôtels du Marais et du quartier Saint-Paul, Collection de la Société des promenades, conférences « Pour connaître Paris », Paris, Hachette, 1927
- La femme dans la peinture française, XV -XXe siècle, préface d'Henri de Régnier, Paris, Éditions nationales, 1938
- Saint-Lazarre, les vieux hôpitaux français, Lyon, laboratoires Ciba, 1938
- La vie quotidienne au temps de la Révolution, Corbeil, impr. Crété, 4 janvier 1939, Paris, Hachette, 1944, 1950, 1958, 1960, 1964
- La vie quotidienne au temps de Napoléon, Paris, Hachette, 1943 ; rééditions en 1942, 1943, 1944, 1946, 1959, 1963 ; édition Famot, Genève, 1976
- La vie quotidienne en France, au temps de la Révolution, Paris, Hachette, 1948
- L'impressionnisme vécu, [histoire de l'art], Paris, R. Julliard, 1948

### Théâtre
- « Couplets et rondeaux chantés », in Paris complote, revue en 1 acte et 1 prologue d'Édouard-Paul Lafargue et Jean Robiquet, théâtre des Capucines, Paris, Imprimerie des arts et des lettres, 1898
- Balancez vos dames, vaudeville en 1 acte en prose, tiré d'un conte de Jean de La Fontaine, avec Édouard-Paul Lafargue, in-18, Paris, Librairie théâtrale, 1899, 44 p.
- Les Troqueurs, proverbe facétieux en 1 acte et en prose, tiré d'un conte de Jean de La Fontaine, Paris, P. Ollendorff, 1900
- Le Paradis perdu, fantaisie en 3 tableaux, dont 1 prologue, Paris, G. Ondet, 1902
- L'Épouvantail, par Jean Roby et Paul Cazères, un acte en prose, Paris, C. Joubert, 1913
- Contes et propos. Soit dit entre nous, par Jean Roby, illustration de Louis Morin, In-8°, Paris, Éditions La Force française, 1922, 119 p.

## Distinctions
- Officier de la Légion d'honneur (1928)[2]
- Officier de l'Instruction publique

### Biographie
- Qui êtes-vous ?, annuaire des contemporains, Paris, Rufy, 1924.
- Who's who in France, 1959-1960, Paris, Lafitte, 1960.
- Henri Temerson, Biographies des principales personnalités françaises décédées au cours de l'année 1960, Paris chez l'auteur, 1961.